# 萬紹芬
万绍芬（1930年8月—），女，汉族，江西南昌人，中华人民共和国政治人物，中国共产党第十二、十三届中央委员。曾任中共江西省委书记、中共中央统战部副部长，第八、九届全国人大常委会委员等职，亦曾任中华慈善总会荣誉会长。原江西国立中正大学经济系肄业，大学学历，律师。1952年7月加入中国共产党。
1985年6月16日，万绍芬在中国共产党江西省委员会第八届第一次全体委员会议上，当选为省委书记；从而成为中国共产党的第一位女性省委书记。

## 生平

### 从政经历
万绍芬在江西国立中正大学学习期间，开始参加中国共产党地下党外围组织和学生运动。1949年5月，万绍芬曾协助中国共产党的军管会接管学校工作。后来，她就转到江西八一革命大学继续学习。毕业后，万绍芬历任中国新民主主义青年团江西省南昌市总支部书记、团市委办公室主任，共青团南昌市委常委、青工部部长兼市工会常委，共青团南昌市委副书记，共青团中央候补委员，国营五一四厂党委委员、厂团委书记、厂工会主席等职；曾在中央团校学习一年。
文化大革命开始后，万绍芬受迫害；直到1970年才恢复工作，并出任第三机械工业部秦岭公司生产部组长。此后，历任江西省知青办宣传处负责人、处长、副主任，江西省劳动局副局长，省妇联主任，全国妇联执委等职。1984年4月，万绍芬进入中国共产党江西省委员会常委领导班子，并兼任省委组织部部长；一年后，即当选为省委书记；成为中共首位女性省级地方最高党务官员。万绍芬与省长倪献策关系紧张，并且受到蔑视，万通过自己的关系把倪送进监狱；以后，万又与接替倪献策的吴官正关系紧张，被中共中央组织部调往全国总工会。
1988年5月，万绍芬调中央工作，出任中华全国总工会副主席、党组副书记，继续享受正部长级待遇；同年12月起，至1995年10月，又出任中共中央统战部副部长。1993年3月，万绍芬当选第八届全国人大常委会委员兼华侨委员会副主任委员；同时，她又获委任为香港特别行政区筹备委员会预备工作委员会委员，参与筹备香港主权移交有关事务。1998年3月，第九届全国人大第一次会议上，她当选全国人民代表大会常务委员会委员，并出任内务司法委员会副主任委员。